# Nitroceluloză
Nitroceluloza sau Nitratul de celuloză este o substanță albă fibroasă cu miros și consistență neplăcută.

## Istoric
„Schießbaumwolle“  cum mai este numit în germană tradus ar fi „bumbac pentru pușcă” (fulmicoton) a fost descoperit în anul 1846 de „Christian Friedrich Schönbein” și independent de el de Rudolf Christian Böttger (1806–1881). Ambii descoperă în același an nitratul de celuloză după cum a stabilit profesorul  F. J. Otto din Braunschweig.

## Obținere
Nitratul de celuloză este produs în industria chimică pe scară largă din celuloză și un amestec de 1:2 sau 2:1 acid azotic concentrat, acid sulfuric concentrat și ulei.
{\displaystyle \mathrm {H_{2}SO_{4}+HNO_{3}\ \rightleftharpoons \ HSO_{4}^{-}+H_{2}NO_{3}^{+}} }
{\displaystyle \mathrm {H_{2}NO_{3}^{+}\ \rightleftharpoons \ H_{2}O+NO_{2}^{+}} }
Din punct de vedere formal este o reacție dintre un alcool și un acid cu formarea unui ester. La un procent de azot  > 12,75 % se formează în proporție mai mare nitrat de celuloză iar la  concentrația < 12,75 % se formează mai ales binitrat de celuloză (gelatina sau colodiu exploziv)

După reacție se spală cu apă resturile de acid până ce nitroceluloză are un pH neutru (7). In trecut în aceste fabrici erau frecvente exploziile provenite de la impurități și produsele secundare. Până ce în anul 1864 englezul Frederick Augustus Abel descoperă procedeul de mărunțire umedă într-un agregat numit „olandez” de mărunțire a materie prime necesare hârtiei.

## Proprietăți
- temperatura la care exploadează ca. 3100 °C
- volumul exploziei : 370 cm³
- sensibilitate la lovire : 3 Nm
- procentul în azot  max.14,14 %
- viteza de propagare a detonației 6300 m/s
- puterea exploziei 147 % față de TNT
- raportul oxigen / azot:  -29,8 % /13,5 %

Este inflamabil chiar în lipsă de oxigen, arde cu flacără galbenă formând CO2, CO, H2O, N2 și H2. In timpul arderii în comparație cu praful de pușcă nu rezultă un fum vizibil:

C6H7O2(ONO2)3 =CO2 +CO + H2O+ N2 +H2.
În oxigen arde atît de repede, încît nu reușește să provoace arsuri (poate sa arda chiar în palmă, nelăsînd arsuri).

## Utilizare
- la producerea de mătase sintetică
- împreună cu camforul servește la producerea celuloidului (material termoplastic) folosind la producerea de filme, materiale fotografice și mingi de tenis de masă
- dizolvat în acetonă sau alți solvenție este folosit ca liant la lacuri speciale numite nitrolacuri, lacuri rezistente la solicitări mecanice
- în pirotehnică este folosit la producerea unor efecte la focurile de artificii
- la producerea prafului de pusca fara fum.
- explozivi
- în biologia moleculară, biochimie se produc membrane din nitroceluloză.

## Măsuri de protecție
Nitroceluloza este manipulat ca și o substanță explozivă, care poate exploada prin lovire sau supraîncălzire ca și la scânteia produsă de curenții electrostatici.
La încălzirea bruscă pînă la 180°C are loc detonarea nitrocelulozei, de aceea nitroceluloza trebuie păstrată în vase închise ermetic, ferite de surse de foc.

## Avantajele nitrocelulozei față de pulberea neagră
Nitroceluloza arde fără fum vizibil, fără produse solide de ardere, pe când pulberea neagra formează la ardere săruri higroscopice de potasiu, ce atrag umezeala care provoacă coroziunea otelului armelor de foc. Plus la aceasta produce o cantitate mare de fum si gaze fierbinți ce pot provoca incendii necontrolate